# Дерев'яна
Дерев'яна́ — село в Україні, в Обухівському районі Київської області. Населення становить 400 осіб.

## Населення

### Мова
Розподіл населення за рідною мовою за даними перепису 2001 року:
| Мова       | Кількість | Відсоток |
| ---------- | --------- | -------- |
| українська | 512       | 96.06%   |
| російська  | 20        | 3.75%    |
| вірменська | 1         | 0.19%    |
| Усього     | 533       | 100%     |

## Цікаві факти
У селі Дерев'яна пролягає велосипедний маршрут «На Зелений Борщ», що підкреслює традиції приготування весняного борщу за рецептами київських монастирів та Лаври.
В селі проходили зйомки популярного драматичного телесеріалу Спіймати Кайдаша. Для зйомок спеціально побудували у Дерев'яні двір та будинок для Кайдашевої сім'ї. Всього фільмування тривало три місяці з березня по травень 2019 року. Зйомки проводила продакшн-компанія групи StarLightMedia «ПроКіно».